# Ньюарк (Делавэр)
Нью́арк (англ. Newark) — город в округе Нью-Касл, штат Делавэр, США. Расположен в 19 км от Уилмингтона. В Ньюарке расположен основной кампус Делавэрского университета. Третий по количеству жителей город штата.

## География

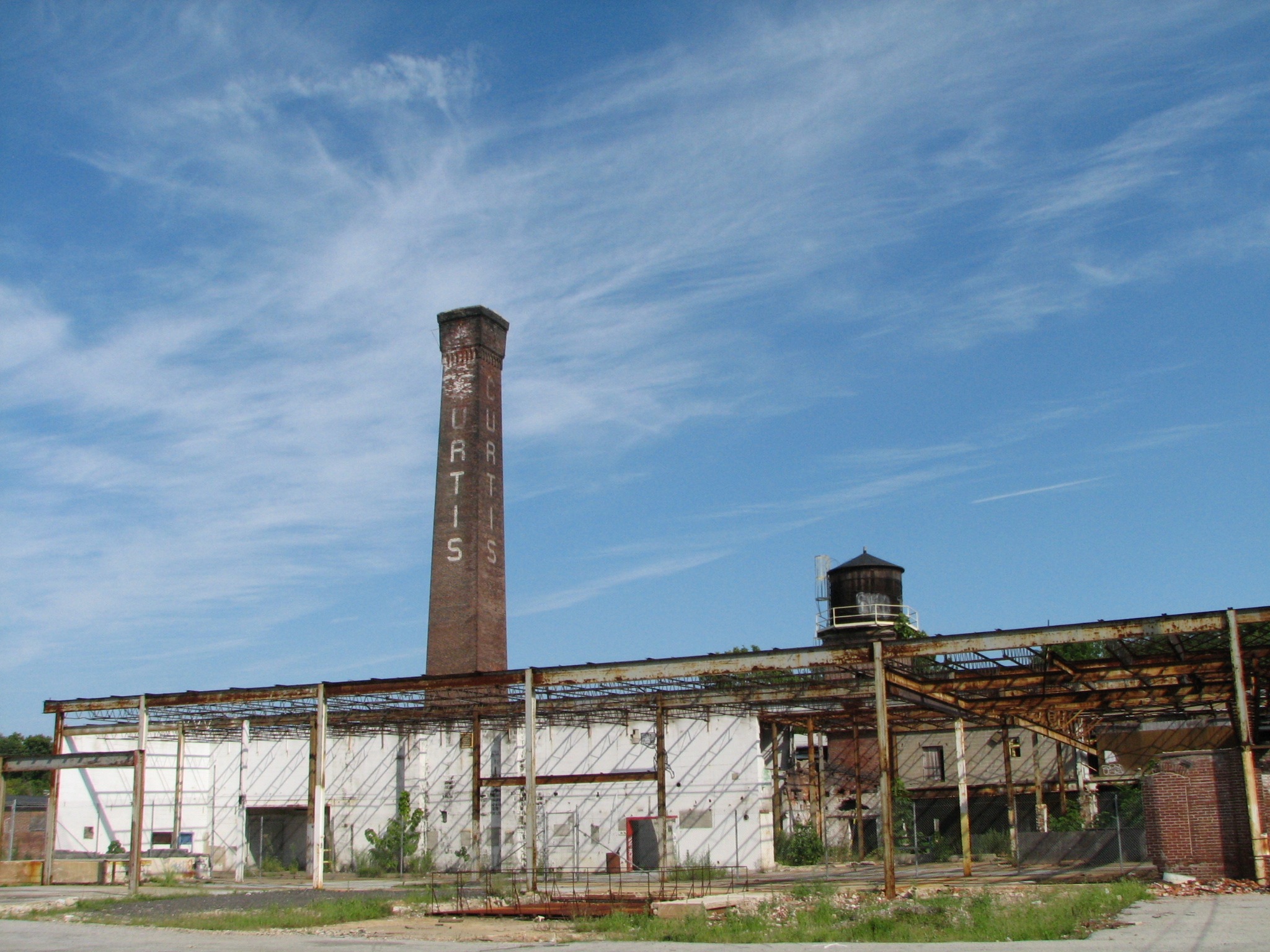
Фабрика по производству бумаги Кёртис — старейшее предприятие такого рода в США, закрыта в 1997 году. Август 2006.

Ньюарк расположен на северо-западе Делавэра, его западная граница вплотную прилегает к штату Мэриленд, штат Пенсильвания находится примерно в четырёх километрах к северо-западу от города. Ньюарк расположен примерно посередине между Чесапикским и Делавэрским заливами, от того и от другого город отделяет 12-14 километров. Площадь города составляет 23 км², открытых водных пространств практически нет.

## История

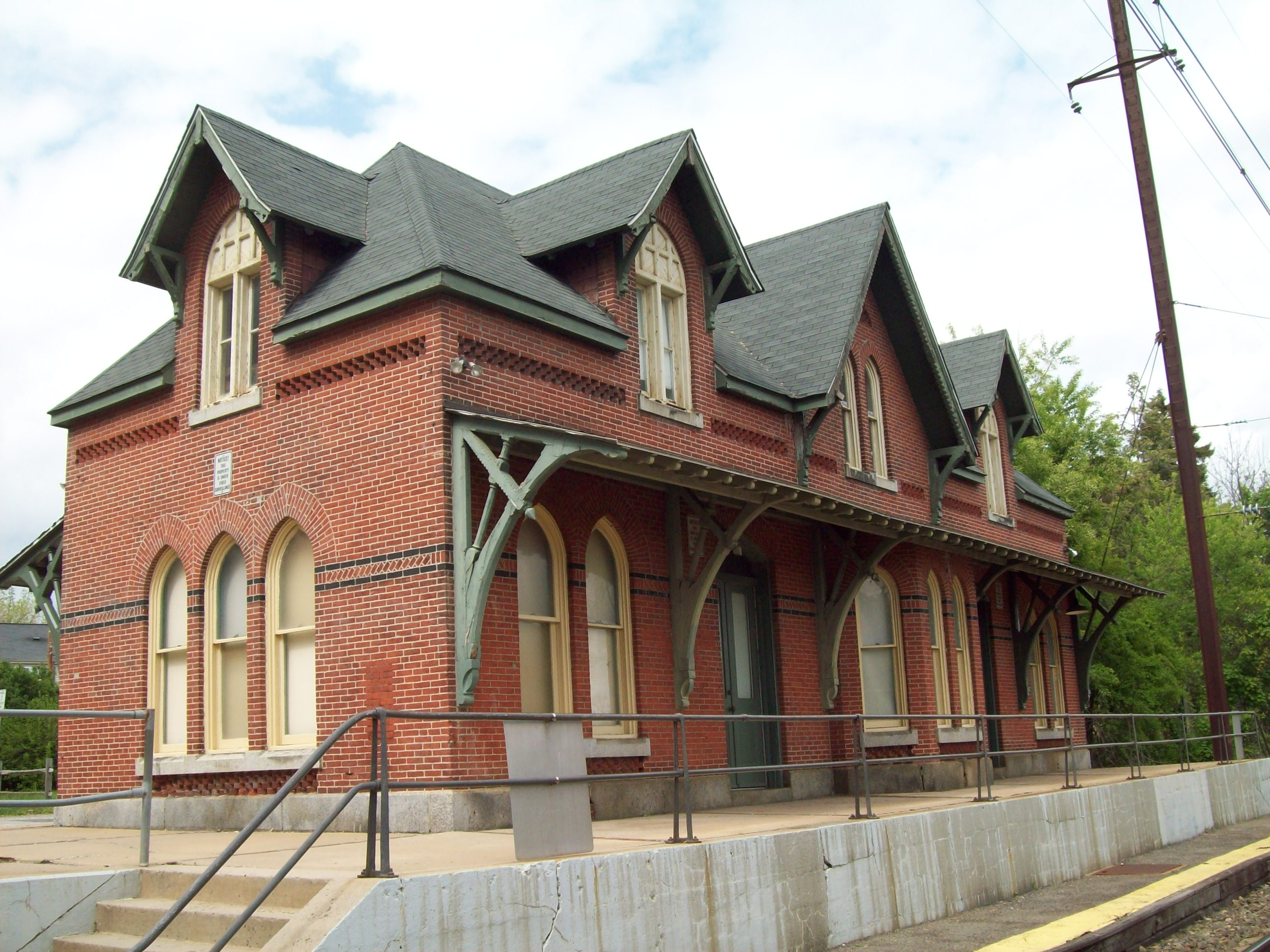
Железнодорожная станция Ньюарк, апрель 2010.

Ньюарк был основан ирландскими шотландцами и уэльскими поселенцами в 1694 году. Статус города был присвоен в 1758 году.
3 сентября 1777 года во время войны за независимость, когда британская армия наступала на Филадельфию, к югу от Ньюарка произошла небольшая перестрелка, известная как сражение при Куч-Бридж — предположительно именно в ней был впервые развёрнут флаг США с 13-ю звёздами. 8 сентября британская армия прошла через город, намереваясь обойти фланг армии Вашингтона.
В 1798 году было построено первое крупное промышленное предприятие города — фабрика по производству бумаги, названная Кёртис — это была старейшая бумажная фабрика в США, которая закрылась лишь в 1997 году. В 1812 году была построена первая методистская церковь, железная дорога к городу была проложена в 1837 году.
В 1951 году в городе был построен крупный завод Chrysler англ. Newark Assembly, который первоначально выпускал танки для нужд армии, а затем — гражданские автомобили. В 2005 году он предоставлял  2115 рабочих мест; в 2008 году был закрыт. На этом заводе в качестве рабочего конвейера в 1966 году работал будущая звезда музыки регги Боб Марли. 
В январе 2009 года в городе впервые в мире были начаты испытания влияния зарядных станций электротранспорта на коммунальные электрические сети (англ. vehicle-to-grid (V2G)).

### Образование в городе

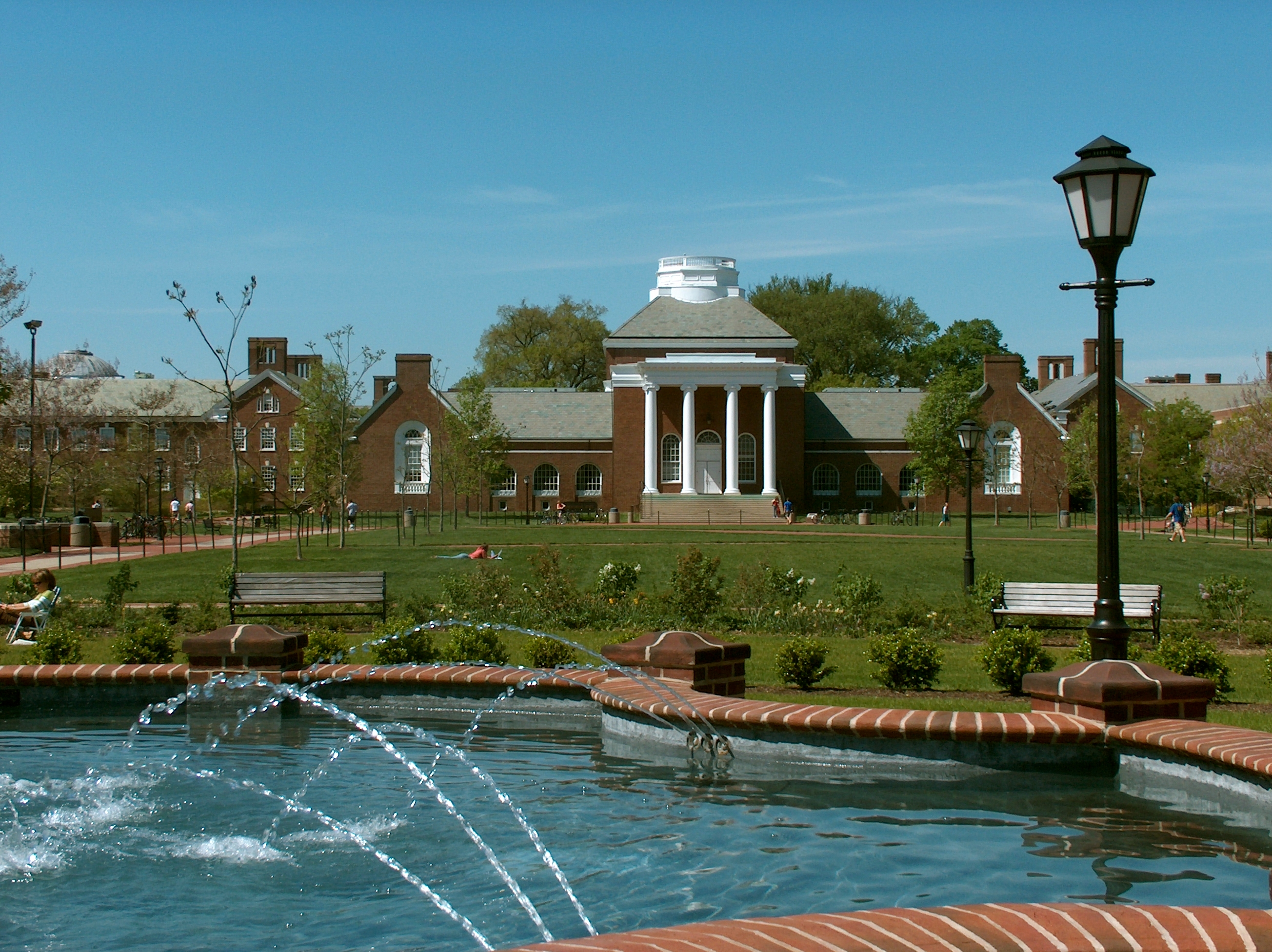
«Мемориальный зал» и фонтан «Круг магнолий» на территории Делавэрского университета, май 2007.

В 1743 году в Нью-Лондоне (штат Пенсильвания) открылась школа грамоты, в 1765 году она была переведена в Ньюарк, и вскоре переименована в Академию Ньюарка; среди первых её выпускников были известные политики Джордж Рид, Томас Маккин и Джеймс Смит.
В 1833 году в городе открылся первый колледж, в следующем году он был объединён с существующей Академией, новообразованное учебное заведение было названо Делавэрский колледж. В 1859 году учебное заведение было закрыто, в 1870 году вновь распахнуло свои двери, и в 1921 году стало Делавэрским университетом.
В 1893 году открылась первая Высшая школа Ньюарка, а в 1914 году — женский колледж.

## Демография
Расовый состав
- белые — 87,3 %
- афроамериканцы — 6,0 %
- коренные американцы — 0,2 %
- азиаты — 4,0 %
- гавайцы и уроженцы тихоокеанских островов — 0,1 %
- прочие расы — 0,9 %
- смешанные расы — 1,5 %
- латиноамериканцы (любой расы) — 2,5 %

Происхождение предков
- ирландцы — 16,8 %
- итальянцы — 13,5 %
- немцы — 13,4 %
- англичане — 10,2 %
- поляки — 5,1 %

## Достопримечательности

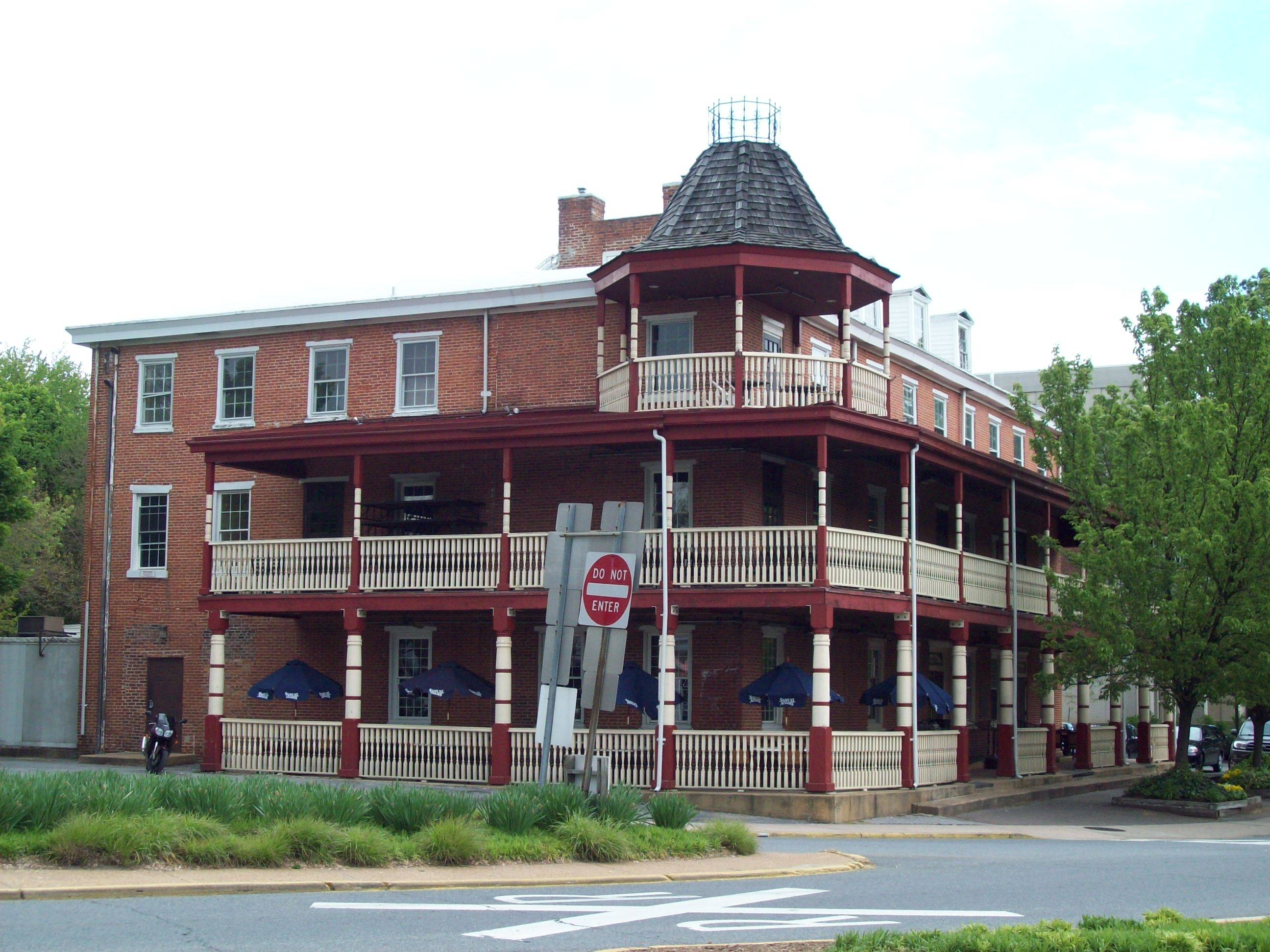
Гостиница Дир-Парк-Таверн

- Делавэрский университет (основан в 1743 году)
  - Клуб фигурного катания Делавэрского университета[англ.] (открыт в 1986 году)
- Старшая школа Ньюарка[англ.] (открыта в 1893 году)
- Дир-Парк-Таверн[англ.] (гостиница, построенная в 1851 году)